# 의료 과실
의료 과실(醫療過失)은 의료인이 의료행위를 수행함에 있어서 당시의 의학지식 또는 의료기술의 원칙에 준하는 업무상 필요로 하는 주의의무를 게을리하여 환자에게 적절치 못한 결과를 초래한 것이다.

## 조항
1. "의료사고"란 보건의료인(「의료법」 제27조제1항 단서 또는 「약사법」 제23조제1항 단서에 따라 그 행위가 허용되는 자를 포함한다)이 환자에 대하여 실시하는 진단·검사·치료·의약품의 처방 및 조제 등의 행위(이하 "의료행위등"이라 한다)로 인하여 사람의 생명·신체 및 재산에 대하여 피해가 발생한 경우를 말한다.— 의료사고 피해구제 및 의료분쟁 조정 등에 관한 법률 제2조

## 의료행위의 민사상 책임

### 채무불이행책임(계약책임)
- 민법 제390조상 계약상 채무의 내용에 따른 이행을 하지 않은 때 부담하게 되는 책임(이행지체/이행불능/불완전이행)으로 채무불이행은 의사가 이행사실 입증해야 하며 소멸시효는 10년이다.

### 불법행위책임
- 민법 제750조상 계약관계와 관계없이 행위자의 고의 또는 과실에 의하여 발생된 손해에 대해 행위자가 지는 책임으로 불법행위는 환자가 입증해야 하며 소멸시효는 손해 및 가해자를 안 날부터 3년 또는 행위시부터 10년이다.

## 의료행위의 형사상 책임

### 판례
- 의료인의 과실 유무를 판단함에는 같은 업무와 직무에 종사하는 일반적 보통인의 주의 정도를 표준으로 하여야 하며, 사고 당시의 일반적 의학수준과 의료환경 등이 고려되어야 한다.[1]

#### 의사의 설명의무
의사가 설명의무를 위반한 채 의료행위를 하여 환자에게 상해가 발생하였더라도, 업무상 과실로 인한 형사책임을 지우기 위해서는 상해와 의사의 설명의무위반 내지 승낙취득 과정의 잘못 사이에 상당인과관계가 존재하여야 한다.

#### 의사의 주의의무
- 의료과오사건에서 의사의 과실을 인정하려면 결과 발생을 예견할 수 있고 또 회피할 수 있었는데도 예견하거나 회피하지 못한 점을 인정할 수 있어야 한다. 의사의 과실이 있는지는 같은 업무 또는 분야에 종사하는 평균적인 의사가 보통 갖추어야 할 통상의 주의의무를 기준으로 판단하여야 하고, 사고 당시의 일반적인 의학 수준, 의료환경과 조건, 의료행위의 특수성 등을 고려하여야 한다[3]

#### 과실 긍정
- 환자의 주치의 겸 전공의가 같은 과 수련의의 처방에 대한 감독의무를 소홀히 한 나머지, 환자가 수련의의 잘못된 처방으로 인하여 상해를 입게 된 경우, 전공의에 대한 업무상 과실이 인정된다[4]

#### 과실 부정
- 의사가 환자에 대하여 주된 의사의 지위에서 진료하는 경우라도, 자신은 환자의 수술이나 시술에 전념하고 마취과 의사로 하여금 마취와 환자 감시 등을 담당토록 하거나, 특정 의료영역에 관한 진료 도중 환자에게 나타난 문제점이 자신이 맡은 의료영역 내지 전공과목에 관한 것이 아니라 그에 선행하거나 병행하여 이루어진 다른 의사의 의료영역 내지 전공과목에 속하는 등의 사유로 다른 의사에게 그 관련된 협의진료를 의뢰한 경우처럼 서로 대등한 지위에서 각자의 의료영역을 나누어 환자 진료의 일부를 분담하였다면, 진료를 분담받은 다른 의사의 전적인 과실로 환자에게 발생한 결과에 대하여는 책임을 인정할 수 없다[5]
- 내과의사가 신경과 전문의에 대한 협의진료결과와 환자에 대한 진료경과 등을 신뢰하여 뇌혈관계통 질환의 가능성을 염두에 두지 않고 내과 영역의 진료행위를 계속하다가 환자의 뇌 지주막하 출혈을 발견하지 못하여 식물상태에 이르게 한 경우, 업무상 주의의무위반이 인정되지 않는다.[6]
- 간호사가 의사의 처방에 의한 정맥주사(Side Injection 방식)를 의사의 입회 없이 간호실습생에게 실시하게 하여 의료사고가 발생한 경우, 그 사고에 대한 의사의 과실은 부정된다.[7]
- 마취통증의학과 의사인 피고인이 수술실에서 환자인 피해자 갑(73세)에게 마취시술을 시행 한 다음 간호사 Z에게 환자의 감시를 맡기고 수술실을 이탈하였는데, 이후 갑에게 저혈압이 발생하고 혈압 회복과 저하가 반복됨에 따라 Z이 피고인을 수회 호출하자, 피고인은 수술실에 복귀하여 이 심정지 상태임을 확인하고 마취해독제 투여, 심폐소생술 등의 조치를 취하였으나, 이 심정지 등으로 사망에 이르게 된 경우  피고인의 업무 상 과실로 이 사망하게 되었다는 점이 합리적인 의심의 여지가 없을 정도로 증명되었다고 보기

어려워 업무상 과실치사죄가 성립하지 않는다

#### 간호사의 주의의무
- 야간 당직간호사가 담당 환자의 심근경색 증상을 당직의사에게 제대로 보고하지 않아 당직의사가 필요한 조치를 취하지 못한 채 환자가 사망한 경우, 당직간호사에게 업무상 과실이 인정된다. 대판 2007.9.20, 2006도294
- 피해자를 감시하도록 업무를 인계받지 않은 간호사 A가 자기 환자의 회복처치에 전념하고 있었다면 회복실에 다른 간호사가 남아 있지 않은 경우에도 회복실 내의 모든 환자에 대하여 적극적 계속적으로 주시 점검을 할 의무가 있다고 할 수 없다[9]
- 환자에 대한 투약 과정 및 그 이후의 경과를 관찰·보고하고 환자의 요양에 필요한 간호를 수행함을 그 직무로 하고 있는 종합병원의 간호사로서는 그 직무 수행을 위하여 처방 약제의 투약 전에 미리 그 기본적인 약효나 부작용 및 주사 투약에 따르는 주의사항 등을 확인·숙지하여야 할 의무가 있다 할 것인바, 이 사건 처방의 경위와 위 베큐로니움의 특수한 용도 및 그 오용의 치명적 결과 등을 감안할 때, 위 처방이 너무나 엉뚱한 약제를 투약하라는 내용이어서 필시 착오 또는 실수에 기인한 것이라고 의심할 만한 사정이 있음을 쉽게 인식할 수 있었다 할 것이고, 그러한 사정이 있다면 간호사에게는 그 처방을 기계적으로 실행하기에 앞서 당해 처방의 경위와 내용을 관련자에게 재확인함으로써 그 실행으로 인한 위험을 방지할 주의의무가 있다고 봄이 상당하다[10]

## 의료계약상 의사의 의무
- 진료의무
- 설명의무
- 비밀준수의무
- 진료기록의무
- 진단서, 검안서, 증명서의 교부의무
- 전의/전원의무

## 참고 문헌
- 김선중, 의료과오소송법 (최신실무), 박영사 2008.
- 김선중. "의료사고손해배상소송." 서울: 육법사, 2014.
- 법률신문- 의료과오소송의 문제점 이용헌 보관됨 2016-03-05 - 웨이백 머신

## 같이 보기
- 의료심사조정위원회
- 한국의료분쟁조정중재원
- 안락사
- 마취
- 성형수술
- 어웨이크
- 전신마취
- 과실치사